# Carolieweg
De Carolieweg is een straat in de binnenstad van Groningen. De straat die al in de 11e eeuw bestraat was, loopt van de Herestraat naar de Oosterstraat. De straat is al jarenlang voetgangersgebied.

## Naam
De naam is afgeleid van 'kerel', oorspronkelijk de troetelnaam carolus voor Karel Martel, de grootvader van Karel de Grote. De Carolieweg was tot in de 19e eeuw de 'Karelsweg', in de latere betekenis van straat van de gewone man (kerel, in tegenstelling tot de Herestraat).

## Monumenten
De Carolieweg telt twee panden die zijn aangewezen als rijksmonument. Vier panden worden beschermd als gemeentelijk monument.
| Adres                           | Bouwjaar | Beschrijving                                                          | Monument  | Foto |
| ------------------------------- | -------- | --------------------------------------------------------------------- | --------- | ---- |
| Carolieweg 3                    | 19e eeuw | Drielaags lijstgevel met afgeknot schilddak                           | GM 101861 |      |
| Carolieweg 16 Gelkingestraat 64 | 19e eeuw | Pand, souterrain, twee woonlagen onder zadeldak                       | GM 108616 |      |
| Carolieweg 18                   | 17e eeuw | Oorspronkelijk woonhuis, twee bouwlagen met steil dak met schildeinde | GM 103901 |      |
| Carolieweg 23                   | 1890     | Winkelwoonhuis ontworpen door P.M.A. Huurman                          | RM 486822 |      |
| Carolieweg 31                   | 1907     | Kantoorboekhandel in overgangsstijl                                   | GM 101867 |      |
| Carolieweg 33                   | 1906-07  | Winkelwoonhuis in art-nouveaustijl ontworpen door A.Th. van Elmpt     | RM 485487 |      |

Achter de Muur · 
Akerkhof · 
Akerkstraat · 
Broerstraat · 
Brugstraat ·
Bruine Ruiterstraat ·
Burchtstraat · 
Butjesstraat ·
Carolieweg ·
Coehoornsingel · 
Donkersgang · 
Driften · 
Emmaplein · 
Folkingestraat · 
Folkingedwarsstraat ·
Ganzevoortsingel · 
Gasthuisstraatje ·
Gedempte Kattendiep ·
Gedempte Zuiderdiep ·
Gelkingestraat ·
Grote Kromme Elleboog ·
Grote Markt ·
Guldenstraat ·
Guyotplein ·
Haddingestraat ·
Haddingedwarsstraat ·
Hardewikerstraat ·
Hereplein · 
Herebinnensingel ·
Heresingel ·
Herestraat ·
Hoekstraat ·
Hofstraat ·
Hoge der A ·
Hoogstraatje ·
Jacobijnerstraat ·
Kleine der A ·
Kattenhage ·
Kleine Kromme Elleboog ·
't Klooster ·
Kostersgang ·
Koude Gat ·
Kreupelstraat ·
Kwinkenplein ·
De Laan ·
Lage der A ·
Lopende Diep ·
Lutkenieuwstraat ·
Marktstraat ·
Martinikerkhof ·
Munnekeholm ·
Muurstraat ·
Naberstraat ·
Nieuwe Boteringestraat ·
Nieuwe Ebbingestraat ·
Nieuwe Kerkhof ·
Nieuwe Kijk in 't Jatstraat ·
Nieuwe Markt ·
Nieuwstad ·
Noorderhaven ·
Oosterstraat ·
Ossenmarkt ·
Oude Boteringestraat ·
Oude Ebbingestraat ·
Oude Kijk in 't Jatstraat ·
Papengang ·
Pausgang · 
Pelsterstraat ·
Peperstraat ·
Poelestraat ·
Praediniussingel ·
Rademarkt ·
Radesingel ·
Reitemakersrijge ·
Rode Weeshuisstraat ·
Schoolstraat · 
Schoolholm · 
Schuitemakersstraat ·
Schuitendiep · 
Sieboldsgang · 
Singelstraat · 
Sint Jansstraat ·
Sint Walburgstraat ·
Spilsluizen ·
Stationsstraat ·
Steentilstraat ·
Stoeldraaierstraat · 
Torenstraat · 
Turfstraat ·
Turfsingel ·
Turftorenstraat ·
Ubbo Emmiussingel ·
Vismarkt ·
Visserstraat ·
Waagstraat ·
Zoutstraat ·
Zwanestraat